# Maurontius van Dowaai
Maurontius van Dowaai (634 – 5 mei 702) was een Merovingische edelman, abt en  is een beschermheilige van Dowaai. Zijn feestdag is op 5 mei. Hij is de zoon van de heilige edelman Adalbald van Ostrevant en abdis Richtrudis. Verder is hij de broer van de heiligen Adalsindis, Clotsildis en Eusebia.

## Biografie
Maurodontius werd geboren in 634 te Ponthieu en werd door de vriend van de familie, de kluizenaar Richardus, gedoopt. Als oudste zoon van Adalbald van Ostrevent bracht hij zijn jeugd door aan het hof van koning Clovis II. Na de dood van zijn vader in 652, werd Maurontius, Heer van Dowaai en voegde hij andere grote landgoederen toe aan zijn bezit.
Om zijn zorgen weg te nemen kwam hij thuis in het latere Graafschap Vlaanderen om er te trouwen met een rijke jongedame. Het verdrag voor deze verbinding was al gesloten. Door een preek over ijdelheid en de gevaren van de wereld door Sint-Amandus, abt van de toenmalige Elnoabdij zag hij ervan af.
Hij trad in bij de abdij van Marchiennes. Dit klooster werd gesticht door zijn ouders.in deze abdij ontving hij de tonsuur van zijn geestelijk vader; abt Amandus. Na enkele jaren werd hij diaken en prior van Hamage, gelegen aan de Skarpe. Zelf stichtte hij een nieuw klooster gelegen op zijn landgoed en noemde haar Abdij van Breüil, gelegen in de toenmalige grote stad Meregem aan de boorden van de Leie in de buurt van Papingem en in het Bisdom Terwaan. Hij werd verkozen tot de eerste abt van deze abdij.
De ooms van Maurontius van vaderskant waren Sigefrid, graaf van Ponthieu en hofmeier Archenald. Archenald was hofmeier in van het paleis van Koning Clovis II van Neustrië. Zij waren verwanten van deze koning. Na de dood van Oom Archenald herbouwde Oom Sigifrid, het Kasteel van Dowaai en ontstond de naastgelegen stad. In Dowaai werd de Onze-Lieve-Vrouwekerk gesticht, die later de Sint-Amatusstiftkerk werd.
Sint-Amandus legde zich na diens verbanning door Koning Theuderik III volledig toe op het geestelijk leermeesterschap van Sint-Maurontius in de Abdij van Breüil. Sint-Maurontius droeg zijn ambt als abt over aan Sint-Amantus uit respect en werd zelf prior van zijn abdij. Na de dood van zijn leermeester in 690 werd hij zelf opnieuw abt van de abdij.
Op latere leeftijd was Sint-Maurontius ook de abt van de Abdij van Marchiennes dit werd tot een dubbelklooster uitgebouwd en zijn zus de latere Sinta-Clotsinda werd abdis van het nonnenklooster. Sint-Maurontius stierf op 5 mei 702 op 72-jarige leeftijd in dit dubbelklooster.
De stad Meregem met de Abdij van Breüil werd in de 9e eeuw geplunderd door Normandiërs. Dit werd al eerder gevreesd en het stadje werd ook bestuurd door de Sint-Amantusstiftkerk en daarom gaf Koning Karel de Eenvoudige van West-Francië toestemming om de Sarcofagen van Sint-Maurontius en diens leermeester Sint-Amandus te verplaatsen naar het klooster in Dowaai. Na de secularisatie van dit klooster in 940 veranderd in de Sint-Amandusstiftkerk. Zijn Sarcofaag werd onderdeel van een  rijk versierd heiligdom in een kerkkapel. In dit kapel waren ook de heiligbeelden van zijn ouders te vinden. Het heiligbeeld van Sint-Maurontius is sinds de afbraak van Sint-Amandusstiftkerk te vinden in de andere kapittelkerk van Dowaai, De Sint-Pietersstiftkerk. Zijn relieken zijn te vinden in verschillende kerken en abdijen. Zijn schedel is te vinden in de Abdij van Saint-Ghislain gelegen nabij de Hene in Belgisch Henegouwen. Andere delen van zijn relieken zijn te vinden in de Kathedraal van Atrecht nabij de rivier de Skarpe en in andere kerken. Als men het over Sint-Maurontius heeft wordt hij aangeduid als abt of diaken en dus nooit formeel tot priester gewijd.